# Joe Regalbuto
Joe Regalbuto (New York, 24 agosto 1949) è un attore statunitense.

## Biografia
Joe Regalbuto si è laureato alla New Milford High School di New Milford, nel New Jersey, nel 1967.
Dalla moglie Rosemary, sposata nel 1972, ha avuto tre figli: Nick (1977), Mike (1980) e Gina (1985).

## Carriera
Ha iniziato la sua carriera alla fine degli anni settanta, prendendo parte soprattutto a serie televisive.
Nel 1982 ha interpretato un ruolo secondario nel film Missing - Scomparso. Nello stesso anno ha interpretato Darius nel film fantasy La spada a tre lame. In televisione ha interpretato Kalnik, un alieno malvagio, in tre episodi di Mork & Mindy.
Negli anni ottanta ha partecipato a varie serie di successo, ad esempio in un episodio della serie Magnum, P.I., ma il ruolo per il quale è maggiormente noto in Italia è quello del co-protagonista nella serie Il falco della strada (1985). 
Ha in seguito recitato nella sit-com Murphy Brown per l'intera serie dal 1988 al 2018, nel ruolo di Frank Fontana. Verso la fine della serie, ha diretto anche 20 episodi. Ha anche diretto episodi di Titus, George Lopez, Wizards of Waverly Place e altri programmi televisivi. 
Tra le sue apparizioni cinematografiche, da ricordare quelle nei film Condannato a morte per mancanza di indizi (1983) e Lassiter lo scassinatore (1984).
Nel 2002 è apparso nella serie TV Ally McBeal, nei panni di Harvey Hall, un uomo che credeva di poter volare, usando delle ali di sua fabbricazione. Nel 2008, ha avuto un piccolo ruolo nel film Bottle Shock. Ha anche avuto ruoli da ospite nelle serie TV Ghost Whisperer - Presenze, Criminal Minds e NCIS - Unità anticrimine .
Nel 2012, ha recitato nella serie TV Southland. È poi tornato dietro alla macchina da presa per dirigere alcuni episodi della serie Hot in Cleveland.

## Filmografia parziale

### Cinema
- Goodbye amore mio! (The Goodbye Girl), regia di Herbert Ross (1977)
- Agenzia divorzi (Cheaper to Keep Her), regia di Ken Annakin (1981)
- Missing - Scomparso (Missing), regia di Costa-Gavras (1982)
- La spada a tre lame (The Sword and the Sorcerer), regia di Albert Pyun (1982)
- Honkytonk Man, regia di Clint Eastwood (1982)
- Niki (Six Weeks), regia di Tony Bill (1982)
- Condannato a morte per mancanza di indizi (The Star Chamber), regia di Peter Hyams (1983)
- Lassiter lo scassinatore (Lassiter), regia di Roger Young (1984)
- Codice Magnum (Raw Deal), regia di John Irvin (1986)
- Il siciliano (The Sicilian), regia di Michael Cimino (1987)
- Bottle Shock, regia di Randall Miller (2008)

### Televisione
- California (Knots Landing) – serie TV, 6 episodi (1985)
- Il falco della strada (Street Hawk) – serie TV, 13 episodi (1985)
- Storie incredibili (Amazing Stories) – serie TV, episodio 1x18 (1986)
- Ally McBeal – serie TV, 1 episodio (2002)
- Criminal Minds – serie TV, episodio 4x10 (2008)
- NCIS - Unità anticrimine (NCIS) – serie TV, episodio 7x10 (2009)
- Castle – serie TV, episodio 8x09 (2016)
- Murphy Brown – serie TV, 258 episodi (1988-2018)

## Doppiatori italiani
Nelle versioni in italiano delle opere in cui ha recitato, Joe Regalbuto è stato doppiato da:
- Roberto Chevalier in Missing - Scomparso
- Massimo Lodolo in California
- Sergio Di Stefano in Codice Magnum
- Mino Caprio in Streethawk - Murphy Brown
- Natale Ciravolo in Ally McBeal
- Saverio Moriones in Criminal Minds
- Franco Zucca in Major Crimes
- Stefano Oppedisano in Castle